# Xác định niên đại tương đối
Xác định niên đại tương đối là kỹ thuật xác định thứ tự tương đối của các sự kiện trong quá khứ, hay độ tuổi của một đối tượng so với đối tượng khác, mà không nhất thiết phải xác định tuổi tuyệt đối của chúng, tức là chỉ xác định tuổi ước tính của đối tượng. Trong địa chất, các đối tượng đá, trầm tích bề mặt, hóa thạch và thạch học có thể được sử dụng để lập tương quan cột địa tầng này với cột địa tầng khác.

Biểu diễn giản đồ của nguyên tắc các phần liên tục

Trước khi phát hiện ra phương pháp xác định niên đại tuyệt đối là xác định niên đại bằng phương pháp phóng xạ vào đầu thế kỷ 20, các nhà khảo cổ và địa chất đã sử dụng phương pháp xác định niên đại tương đối để xác định tuổi của đối tượng hoặc vật liệu. Mặc dù việc xác định niên đại tương đối chỉ có thể xác định thứ tự tuần tự trong đó một loạt các sự kiện xảy ra, chứ không phải thời điểm chúng xảy ra, nhưng nó vẫn là một kỹ thuật hữu ích. Xác định niên đại tương đối bằng sinh địa tầng là phương pháp được ưa chuộng trong cổ sinh vật học và, trong một số khía cạnh thì nó tỏ ra là chính xác hơn.
Theo định luật chồng chất, các lớp cũ hơn sẽ ở sâu hơn tại một địa điểm so với các lớp trẻ hơn, là kết quả tóm tắt của 'niên đại tương đối' như được quan sát trong địa chất từ thế kỷ 17 đến đầu thế kỷ 20. Tất nhiên trong địa chất học cần có hiệu chỉnh ở nơi có hiện tượng đứt gãy hay địa di, dẫn đến các lớp bên trên là già hơn lớp bên dưới.